# Carl Fürstenberg

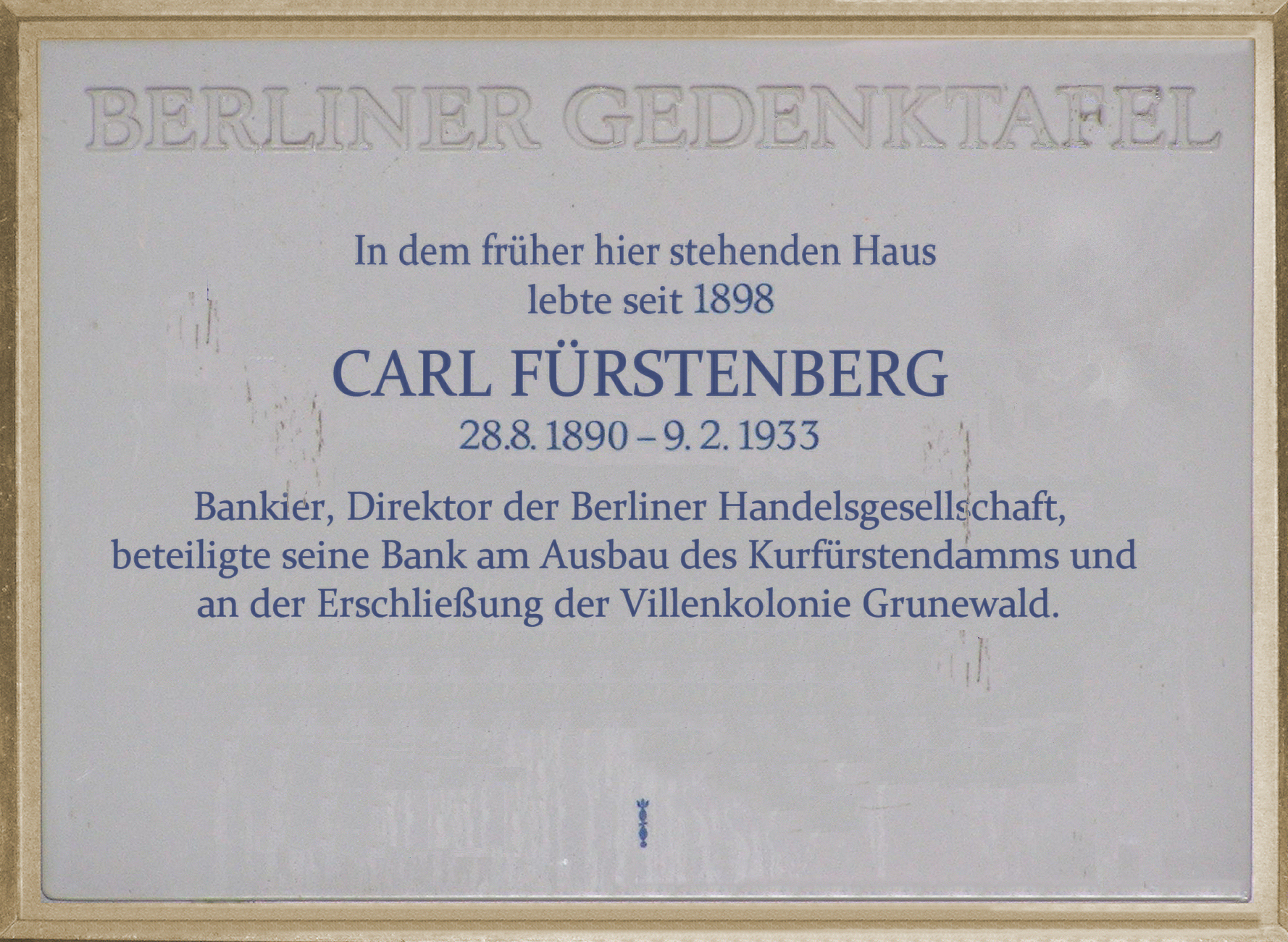
Berliner Gedenktafel am Haus Koenigsallee 53c-e in Berlin-Grunewald

Carl Fürstenberg (* 28. August 1850 in Danzig; † 9. Februar 1933 in Berlin) war ein deutsch-jüdischer Bankier.

## Leben

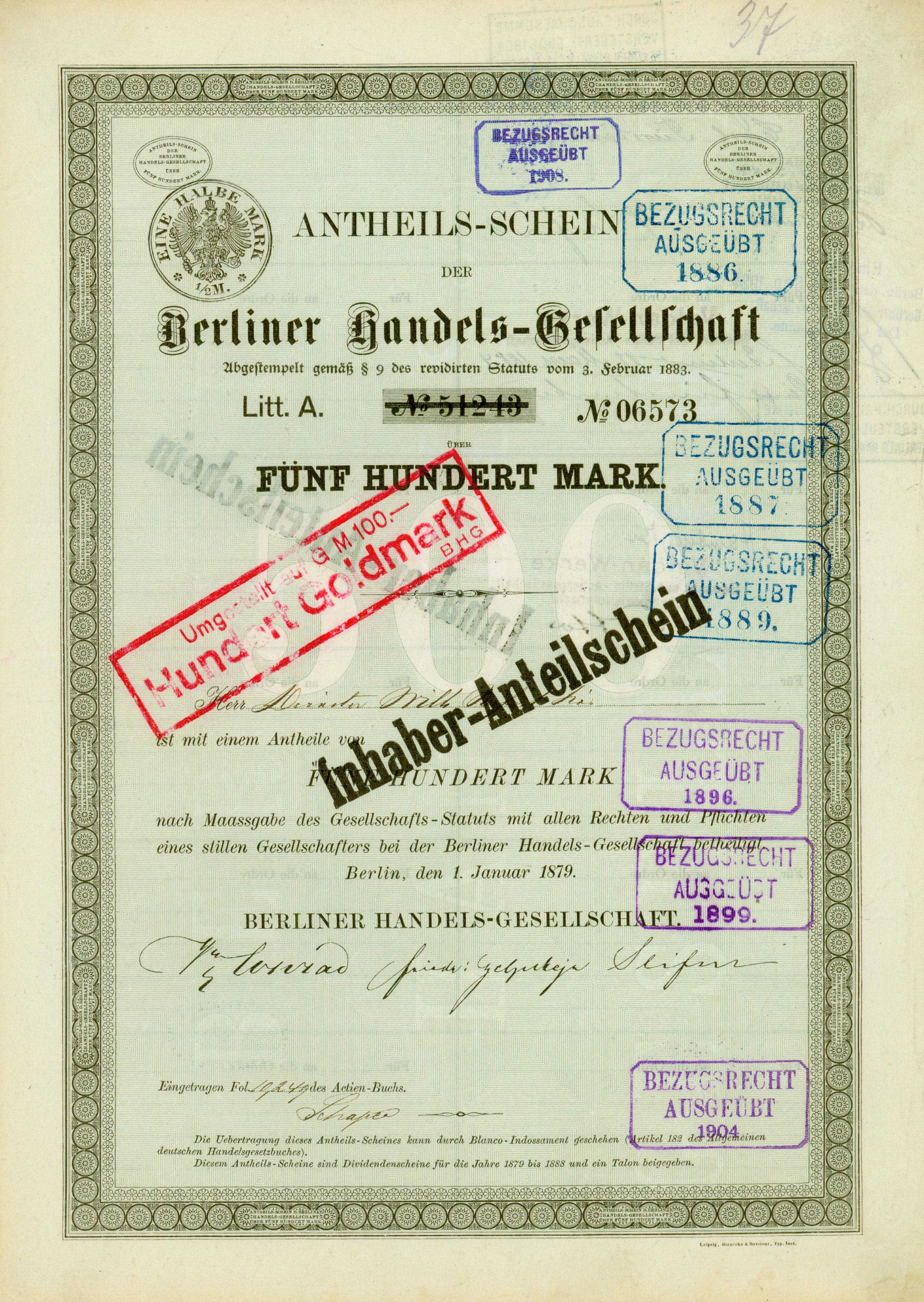
Anteilschein über 500 Mark der Berliner Handels-Gesellschaft vom 1. Januar 1879

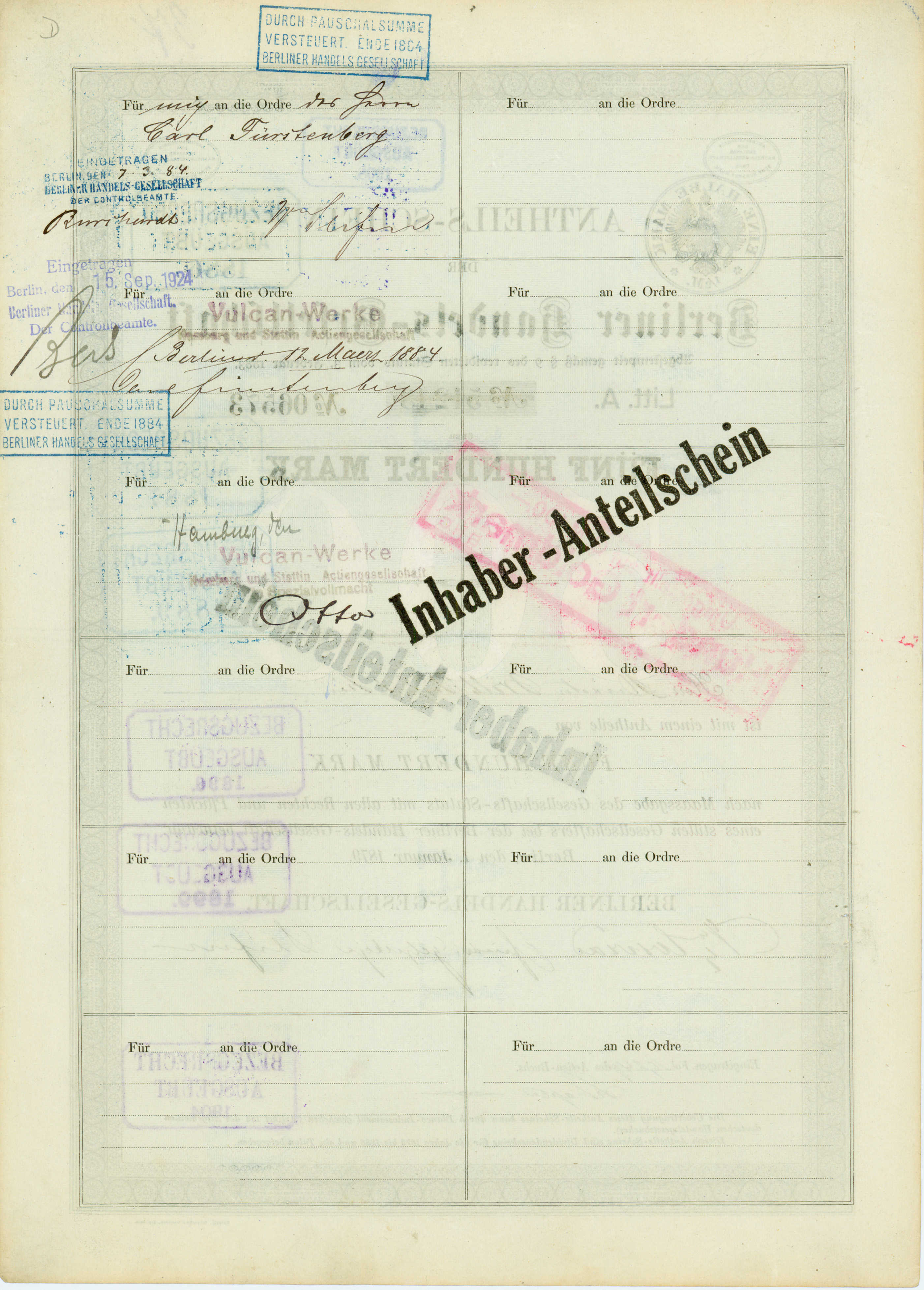
Rückseite des Anteilscheines mit Unterschrift von Carl Fürstenberg

Carl Fürstenberg machte eine Banklehre im Bankhaus R. Damme in seiner Heimatstadt Danzig. Nach einer kurzen Zeit bei einem westpreußischen Textilhaus zog es ihn als 18-Jährigen nach Berlin. Dort meldete er sich bei der Disconto-Gesellschaft, der damals größten deutschen Aktienbank. Dort ließ man ihn ein Jahr warten und stellte ihn schließlich 1870 ein. Im Jahr darauf wechselte der junge Bankier zum renommierten Bankhaus S. Bleichröder des Berliner Aristokraten Gerson von Bleichröder. Dort blieb er bis 1883 und stieg sogar zum persönlich haftenden, geschäftsführenden Gesellschafter der Bank auf, der er bis zu seinem Tod verbunden blieb.
1883 wurde Fürstenberg zum „Geschäftsinhaber“ (persönlich haftender geschäftsführender Gesellschafter) der Berliner Handels-Gesellschaft (BHG) bestellt. Unter seiner Leitung wurde die BHG zu einer der führenden deutschen Banken im Unternehmensgeschäft. Über ein halbes Jahrhundert prägte Fürstenberg die BHG so sehr, dass sie allgemein als „Fürstenberg-Bank“ bezeichnet wurde. Sie hatte wesentlichen Anteil am Ausbau der Montanindustrie im Ruhrgebiet (Mannesmannröhren-Werke AG, Harpener Bergbau AG, Hibernia AG und andere) und der norddeutschen Werften. Fürstenberg erwarb für die BHG Beteiligungen an mehreren Industrieunternehmen, unter anderem an der AEG und am Eisenbahnbau- und -betriebsunternehmen Lenz & Co. („Lenz-Bau“). Er war Mitglied im Aufsichtsrat der genannten und weiterer Unternehmen. Den Einfluss der BHG weitete er auch dadurch aus, dass er sie in das Preußen-Konsortium zurückführte, aus dem sie zeitweilig ausgeschieden war.
Nach dem 1922 geschlossenen deutsch-russischen Vertrag von Rapallo war er der erste westliche Bankier, der mit der RSFSR größere Kreditverbindungen einging. 1931 legte Fürstenberg die Leitung der BHG nieder und wechselte in deren Präsidium.
1884 trat Carl Fürstenberg der Gesellschaft der Freunde bei. Befreundet war er unter anderem mit Emil Rathenau, Walther Rathenau, Albert Ballin, Maximilian Harden, Gerhart Hauptmann und Max Slevogt, der ihn porträtierte.

## Familie
Carl Fürstenbergs Sohn Hans Fürstenberg trat 1919 in die Geschäftsführung der BHG ein. Hans Fürstenberg wurde als Jude in der Zeit des Nationalsozialismus verfolgt und in die Emigration getrieben.

## Gedenken
Eine im Oktober 1989 am Haus Koenigsallee 53 in Berlin-Grunewald angebrachte Berliner Gedenktafel erinnert an lokale Verdienste: Fürstenberg, der „in dem früher hier stehenden Haus seit 1898 lebte“ und dessen Haus ein beliebter gesellschaftlicher Treffpunkt für Künstler, Politiker und Unternehmer war, beteiligte seine Bank „am Ausbau des Kurfürstendamms und an der Erschließung des Villenviertels Grunewald“.

## Zitate
Von Carl Fürstenberg, der meinte: „Als erstes im Bankgeschäft lernt man den Respekt vor den Nullen“, stammen die berühmt gewordenen Bonmots über Kleinaktionäre: „Aktionäre sind dumm und frech. Dumm, weil sie Aktien kaufen, und frech, weil sie dann noch Dividende haben wollen“ sowie „Der Reingewinn ist der Teil der Bilanz, den der Vorstand beim besten Willen nicht mehr vor den Aktionären verstecken kann.“
Die Erkenntnis „Wenn der Staat Pleite macht, geht natürlich nicht der Staat pleite, sondern der Bürger“ wird ebenfalls Fürstenberg zugeschrieben.